# Юзеф Пйонтковський
Юзеф Пйонтковський (пол. Józef Piątkowski, 1874 — після 1939) — польський архітектор. Працював у Львові на початку XX століття. Проєктував споруди у різних напрямках модерну. 1910 року експонував власні проєкти разом з іншими архітекторами на виставці у Львові. 1928 року призначений судовим присяжним.
Проєкти
- Будинки у стилі орнаментальної сецесії на нинішній вулиці Бандери, 31 і 33 у Львові. Збудовані 1908 року для Юзефа Кеніга[4].
- Вілла «Вікторія» на нинішній вулиці Коновальця, 92 у Львові. Збудована 1909 року для Вікторії Фрідман у стилі раціональної сецесії[4].
- Будинок Бромільських на нинішній вулиці Генерала Чупринки, 49. Збудований у 1909—1910 роках у стилі модерну, базується переважно на ордерній системі. Скульптурне оздоблення Зигмунта Курчинського[5].
- Спарені кам'яниці братів Шварцвальд на вулиці Клепарівській 7, 7а. Збудовані 1911 року у стилі геометричного модерну.
- Прибуткові будинки № 5 і 17 на вулиці Пекарській у Львові. Обидва збудовані у 1911—1912 роках у стилі модерн, що базується на неокласицизмі. Перший з будинків оздоблений скульптором Зигмунтом Курчинським[5].
- Будинок Сильвестра Кручковського на нинішній вулиці Героїв Майдану, 28 у стилі геометричної сецесії, близької до віденських зразків. Збудований 1912 року фірмою Левинського[4].
- Пйонтковському приписується авторство будинку колишньої товарної біржі Мойсея Полтурака на нинішній вулиці Городоцькій, 2, на розі із проспектом Чорновола. Проєкт виконано 1910 року у фірмі Міхала Уляма, збудовано до 1912, скульптурне оздоблення Станіслава Пліхала. Стилістично будинок належить до неокласицизму з елементами модерну[6].
- Пасаж Грюнерів із кінотеатром «Марисенька» (нині театр «Воскресіння»), збудований у 1911—1913 роках. Починався і завершувався прибутковими будинками на нинішніх площі Генерала Григоренка, 5 і вулиці Менцинського, 8. Обидва у стилі модерн, перший — з елементами необароко, другий — неоампіру[4].
- Житловий прибутковий будинок А. Кампеля на розі вулиць Гоголя, 14 та Городоцької, 67 (1913, скульптурне оздоблення Зигмунта Курчинського)[7].
- Дерев'яний костел у селі Ясенна у Польщі[8].
- Реколекційний дім отців Єзуїтів у Львові на нинішній вулиці Залізняка, 11 (1913, співавтор Кароль Ріхтман-Рудневський)[9].

Нереалізовані
- Проєкт нової ратуші у Стрию. Виконаний для конкурсу 1906 року. Здобув третє місце[10].
- I місце на конкурсі проєктів майбутнього будинку Львівської торгово-промислової палати на вулиці Академічній, 17 (нині проспект Шевченка). Проєкт розроблено 1907 року у співавторстві з архітектором Максиміліаном Станіславом Мацялком[11].
- Проект перебудови львівської ратуші у модернізованих формах галицького ренесансу (1907)[12].
- Проєкт каплиці біля озера Морське Око в Татрах. Створений 1908 року для конкурсу. Здобув другу нагороду серед 33 претендентів[13].
- III місце на конкурсі проектів готелю Palace-Hotel-Bristol у Кракові (1912)[14].
- Проєкт для конкурсу 1913 року на нову будівлю Львівського університету на нинішній вулиці Грушевського. Того ж року видано збірку проектів конкурсу, куди зокрема увійшла і робота Пйонтковського[15].
- Проєкт будівлі Окружної дирекції пошти і телеграфу у Кракові. Здобув друге місце на конкурсі 1922 року[16].
- Конкурсний проєкт кафедрального костелу і будинків курії в Катовицях. Не здобув призових місць на конкурсі у квітні 1925 року[17].

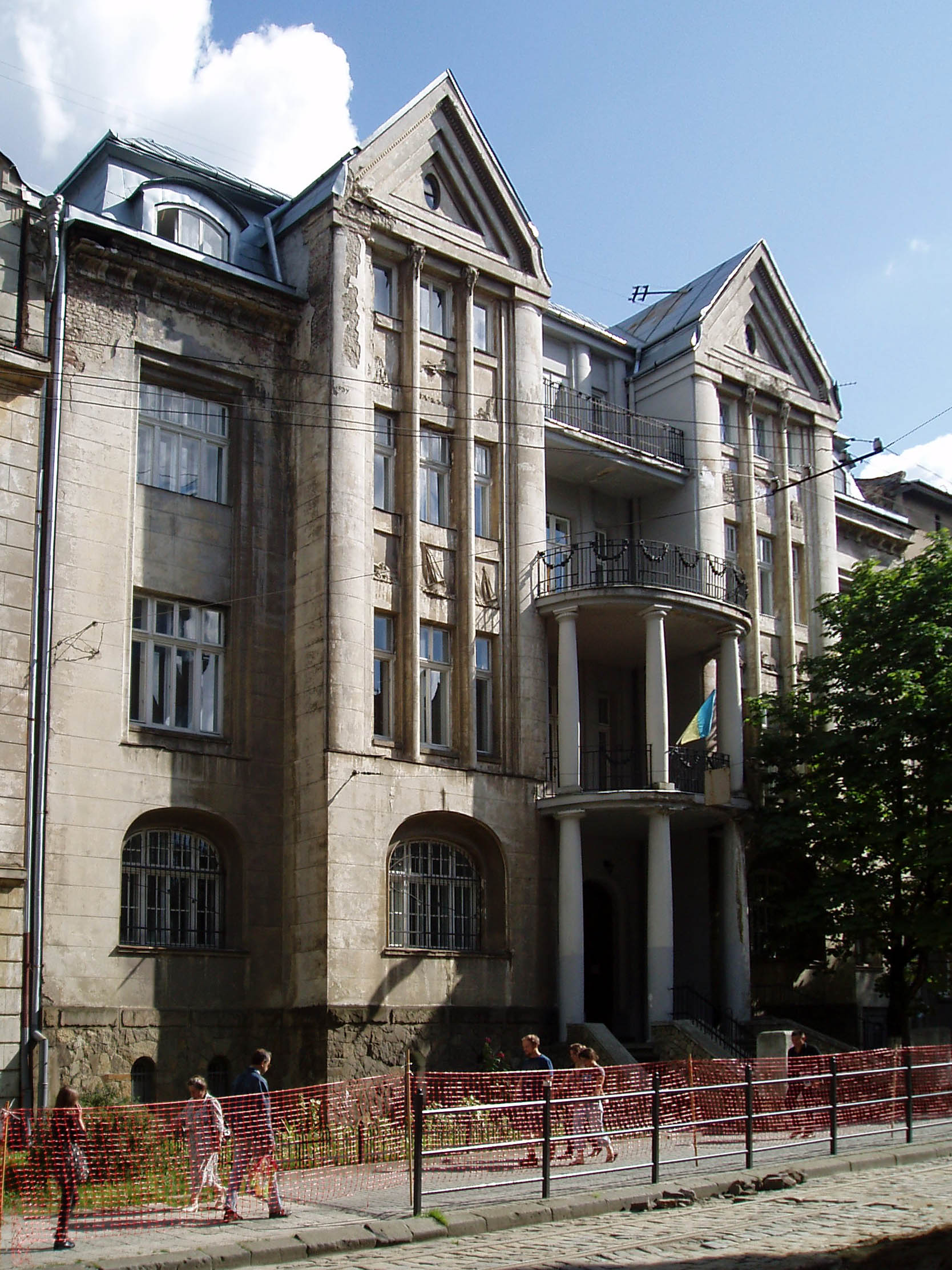
Будинок на вул. Чупринки, 49
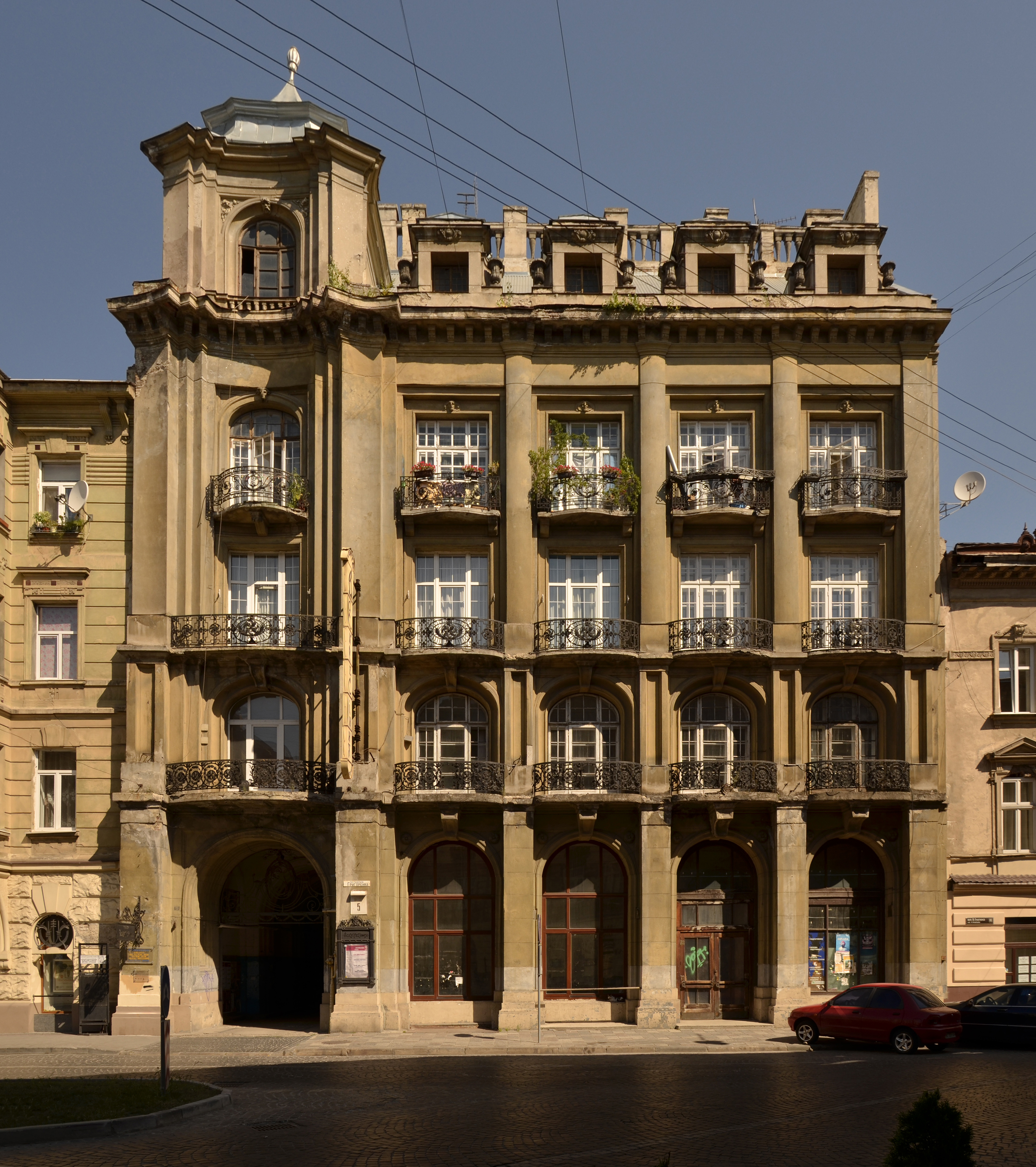
Будинок на пл. Ген. Григоренка, 5
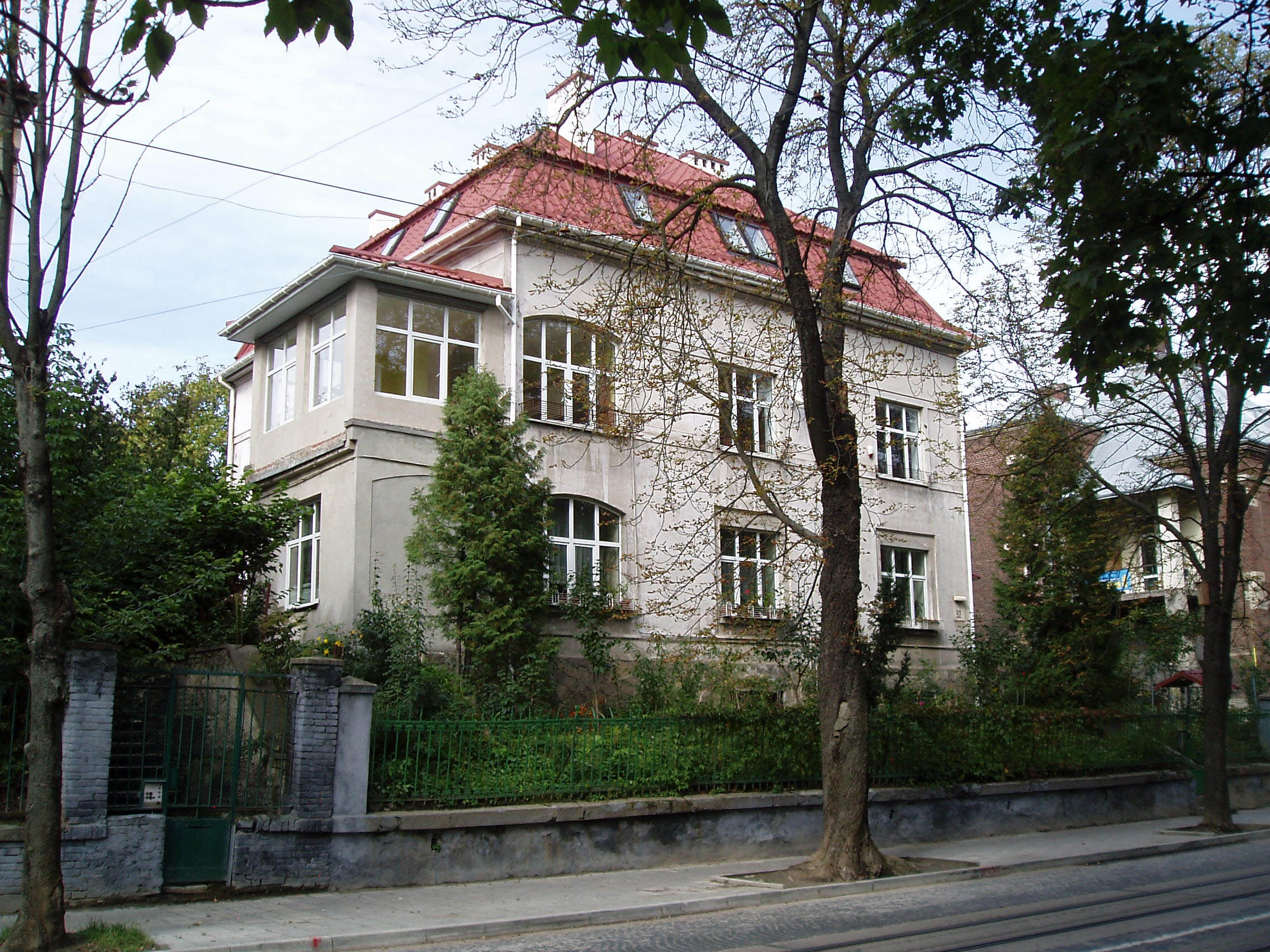
Вілла на вул. Коновальця, 92
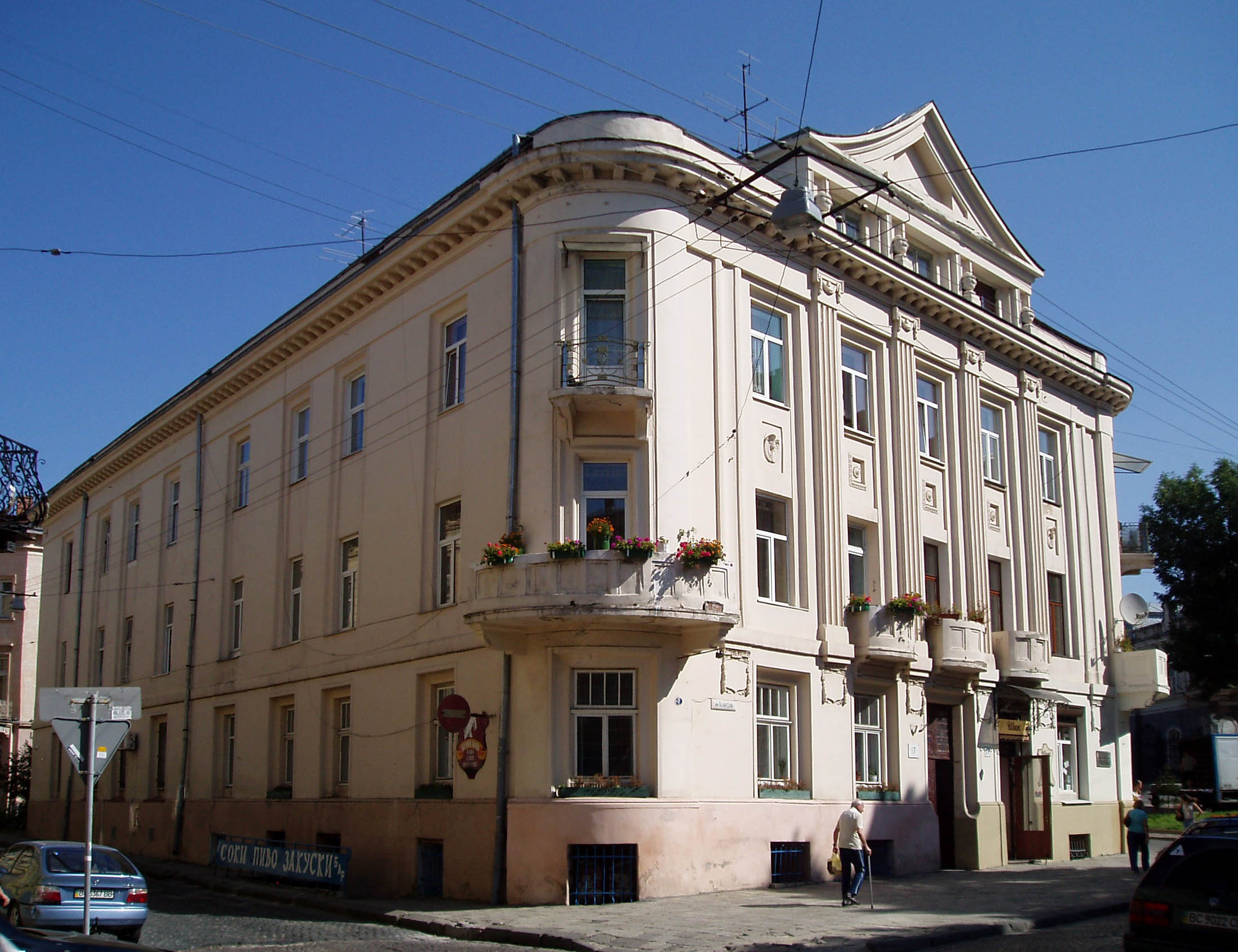
Будинок на вул. Пекарській, 17